# Liste d'aéroports au Kazakhstan
Voici une liste d'aéroports au Kazakhstan.

## Carte
| \| 100 km1:25 028 000 \| Turkestan Aktaou Aktioubé Almaty Astana Atyraw Balkhach Chimkent Jezkazgan Kökşetaw Kostanaï Kyzylorda Öskemen Ourdchar Oucharal Oural Pavlodar Petropavl Sary-Arka Semeï Taldykourgan Taraz |
| 100 km1:25 028 000 |

## Liste des principaux aéroports au Kazakhstan
| Lieu         | OACI | AITA | Nom de l’aéroport                             | Altitude (m) | Longueur de la piste principale (m) |
| ------------ | ---- | ---- | --------------------------------------------- | ------------ | ----------------------------------- |
| Aktaou       | UATE | SCO  | Aéroport d'Aktaou                             | 22           | 3050                                |
| Aktioubé     | UATT | AKX  | Aktioubé                                      | 225          | 3200                                |
| Almaty       | UAAA | ALA  | Aéroport international d'Almaty               | 681          | 4500                                |
| Arkalyk      | UAUR | AYK  | Aéroport d'Arkalyk                            | 388          | 2500                                |
| Atyraou      | UATG | GUW  | Aéroport d'Atyraou                            | 22           | 3000                                |
| Balkhach     | UAAH | BXH  | Aéroport de Balkhach                          | 440          | 2500                                |
| Chimkent     | UAII | CIT  | Aéroport international de Chimkent            | 421          | 3300                                |
| Ekibastouz   | UASB | EKB  | Aéroport d'Ekibastouz                         | 238          | 2500                                |
| Karaganda    | UAKK | KGF  | Aéroport de Sary-Arka                         | 538          | 3600                                |
| Kokchetaou   | UACK | KOV  | Aéroport de Kokchetaou                        | 263          | 2800                                |
| Kostanaï     | UAUU | KSN  | Aéroport de Kostanaï                          | 181          | 2500                                |
| Kyzylorda    | UAOO | KZO  | Aéroport de Kyzylorda                         | 132          | 2700                                |
| Oural        | UARR | URA  | Aéroport Ak Zhol d'Oural                      | 38           | 2400                                |
| Öskemen      | UASK | UKK  | Aéroport d'Öskemen                            | 286          | 2500                                |
| Noursoultan  | UACC | TSE  | Aéroport international Noursoultan-Nazarbaïev | 354          | 3500                                |
| Ourdchar     | UASU | UZR  | Aérodrome d'Ourdchar                          |              |                                     |
| Pavlodar     | UASP | PWQ  | Aéroport de Pavlodar                          | 125          | 2500                                |
| Petropavl    | UACP | PPK  | Aéroport de Petropavl                         | 138          | 2500                                |
| Semeï        | UASS | PLX  | Aéroport de Semeï                             | 234          | 3100                                |
| Taldykourgan | UAAT | TDK  | Aéroport de Taldykourgan                      | 591          | 2500                                |
| Taraz        | UADD | DMB  | Aéroport de Taraz                             | 664          | 3500                                |
| Jezkazgan    | UAKD | DZN  | Aéroport de Jezkazgan                         | 381          | 2600                                |

## Liste des aéroports régionaux au Kazakhstan
| Lieu     | OACI | AITA | Nom de l’aéroport        | Altitude (m) | Longueur de la piste principale (m) |
| -------- | ---- | ---- | ------------------------ | ------------ | ----------------------------------- |
| Almaty   |      | BXJ  | Aéroport Boraldai (en)   | 710          | 1460                                |
| Zaïssan  |      | SZI  | Aéroport de Zaïssan (en) | 572          | 1500                                |
| Atbassar |      | ATX  | Aéroport d'Atbassar (en) | 308          | 1500                                |